# Életjáték
Az életjátékot (angolul: The game of life) John Horton Conway, a Cambridge-i Egyetem matematikusa találta ki. Játékként való megnevezése megtévesztő lehet, mivel „nullszemélyes” játék; és a „játékos” szerepe mindössze annyi, hogy megad egy kezdőalakzatot, és azután csak figyeli az eredményt. Matematikai szempontból az ún. sejtautomaták közé tartozik. A játék egyes lépéseinek eredményét számítógép számítja ki (ez elvileg nem szükséges, korlátozottabb mértékben lehet emberi erővel és négyzethálós táblán is játszani, de ehhez türelem szükséges). A „játék”, a felfedezése utáni években, sokak hóbortos szabadidőtöltésévé vált Amerikában, s mint kiderült, komoly matematikai és filozófiai vonatkozásai vannak.

## Szabályok

Bill Gosper példája egy játékra: egy dinamikusan stabil alakzat, ún. "siklóágyú", amely bizonyos időközönként siklókat lő ki a végtelenbe (a jobb alsó sarok felé távozó képletek)

A négyzetrács mezőit celláknak, a korongokat sejteknek nevezzük. Egy cella környezete a hozzá legközelebb eső 8 mező (tehát a cellához képest „átlósan” elhelyezkedő cellákat is figyelembe vesszük, feltesszük hogy a négyzetrácsnak nincs széle). Egy sejt/cella szomszédjai a környezetében lévő sejtek. A játék körökre osztott, a kezdő állapotban tetszőleges számú (egy vagy több) cellába sejteket helyezünk. Ezt követően a játékosnak nincs beleszólása a játékmenetbe.
Egy sejttel (cellával) egy körben a következő három dolog történhet:
1. A sejt túléli a kört, ha két vagy három szomszédja van.
2. A sejt elpusztul, ha kettőnél kevesebb (elszigetelődés), vagy háromnál több (túlnépesedés) szomszédja van.
3. Új sejt születik minden olyan cellában, melynek környezetében pontosan három sejt található.

Fontos, hogy a változások csak a kör végén következnek be, tehát az „elhalálozók” nem akadályozzák a születést és a túlélést (legalábbis az adott körben), és a születések nem mentik meg az „elhalálozókat”. A gyakorlatban ezért a következő lépéseket célszerű ilyen sorrendben végrehajtani:
1. Az elhaló sejtek megjelölése
2. A születő sejtek elhelyezése
3. A megjelölt sejtek eltávolítása

Ha a számítási igényt nem vesszük figyelembe, alternatívaként lehet két táblát fenntartani: Az egyik a régi, a másik az új. A régi tábla szerint végrehajtjuk a módosításokat - az új táblán. A művelet végeztével átmásoljuk az új tábla tartalmát a régibe, és kezdjük elölről.
Megjegyzés: Ezzel a módszerrel egyszerűen lehet felvételt készíteni.

## Alakzatok
Sejtek egy halmazát alakzatnak hívjuk.
Néhány ilyen alakzat rövid időn belül kihal (azaz egy sejtje sem marad életben), eltűnik; mások változatlanok maradnak (tengődő alakzatok), és olyanok is léteznek, amelyek ciklikusan önmagukba térnek vissza (pulzáló alakzatok).
- Néhány pulzáló (dinamikusan stabil) alakzat (oszcillátor)
  - Béka
  - Vészjel
  - Óra
  - Sikló (más néven glider) alakzat az érdekes tulajdonsága, hogy négy fázison át (a kiindulást nem számolva) önmagába alakul vissza, és eközben átlósan egy kockányit elmozdul, összességében véve átlósan mozog. Ez az alakzat a hackerek hivatalos emblémája is.
- Néhány tengődő (statikusan stabil) alakzat
  - Cső
  - Ló
  - Kígyó
  - Méhsejt
  - Hajó
  - Cipó

Léteznek továbbá például vég nélkül szaporodó, illetve más alakzatokat elnyelni képes alakzatok is.